# Pterygotrigla andertoni
Pterygotrigla andertoni és una espècie de peix pertanyent a la família dels tríglids.

## Descripció
- Fa 38 cm de llargària màxima.
- Cap gros i triangular.
- El cap i el dors són coberts de taques negres prominents.[4][5]

## Hàbitat
És un peix marí i batidemersal que viu entre 90-500 m de fondària (normalment, entre 200 i 500).

## Distribució geogràfica
Es troba al Pacífic occidental: Nova Caledònia, Austràlia i Nova Zelanda.

## Costums
És bentònic.

## Observacions
És inofensiu per als humans i la seua carn és de qualitat excel·lent.